# Manuel Poggiali
Manuel Poggiali, född den 14 februari 1983 i San Marino är en  roadracingförare från San Marino. Han blev världsmästare i 125GP 2001 och i 250GP 2003.

## Roadracingkarriär
Poggiali började tävla i roadracing 1997 vid 14 års ålder. Redan året därefter blev han italiensk mästare. Han gjorde VM-debut i 125-klassen säsongen 1999 på en Aprilia. Han tog sin första pallplats året därpå under TT Assen då han körde för Derbi. Till Roadracing-VM 2001 fick han styrning för Gilera och sågs som en möjlig världsmästare. Han höll för trycket och vann VM efter 11 pallplatser, varav tre Grand Prix-segrar.
Poggiali försökte försvara sin titel säsongen 2002, men blev tvåa efter Arnaud Vincent. Han flyttade upp i 250GP säsongen 2003 och blev direkt världsmästare. Poggiali sågs som en jättestor talang, men hans karriär imploderade efter VM-titeln i 250GP 2003. Han fick inte någon MotoGP-styrning och  säsongen 2004 förstördes av krascher. Roadracing-VM 2007 hade han ingen styrning, men gjorde comeback 2008, utan större framgångar i början av säsongen, och lade sedermera av.

## Statistik 250GP
Segrar
| Nr | Grand Prix | År   |
| -- | ---------- | ---- |
| 1  | Japan      | 2003 |
| 2  | Sydafrika  | 2003 |
| 3  | Italien    | 2003 |
| 4  | Brasilien  | 2003 |
| 5  | Brasilien  | 2004 |

## Statistik 125GP
Segrar
| Nr | Grand Prix | År   |
| -- | ---------- | ---- |
| 1  | Frankrike  | 2001 |
| 2  | Portugal   | 2001 |
| 3  | Valencia   | 2001 |
| 4  | Sydafrika  | 2002 |
| 5  | Italien    | 2002 |
| 6  | Katalonien | 2002 |
| 7  | Australien | 2002 |